# Криштина, Орланду
Орла́нду Кришти́на (порт. Orlando Cristina; 1927, Португалия — 1983, ЮАР) — мозамбикский политик, лузотропикалист, антикоммунист. Один из основателей и генеральный секретарь РЕНАМО. Оперативный агент португальских спецслужб, партнёр родезийской разведки. Активный участник гражданской войны в Мозамбике, организатор вооружённой борьбы против правительства ФРЕЛИМО. Отличался авантюризмом характера и оперативной практики. Убит при невыясненных обстоятельствах.

## Африканский охотник
Родился в семье унтер-офицера португальской армии. Мать Орланду Криштины впоследствии стала активисткой Португальской компартии. Учился в Лиссабонском университете.
Студентом Орланду Криштина примыкал к молодёжной организации ПКП. Опасаясь его ареста мать настояла, чтобы Орланду уехал в Мозамбик, где его отец владел небольшой фермой в Ньясе.
В 1948 году Орланду Криштина был мобилизован в португальские колониальные войска. После демобилизации работал на ферме с отцом, профессионально занимался охотой на крупную дичь, в том числе на слонов. Несмотря на принадлежность к белой расе, Криштина воспринял африканские традиции и образ жизни. Женился на мусульманской девушке, дочери одного из племенных вождей яо. Полностью проникся идеологией лузотропикализма, выступал за португальское колониальное правление.

## Оперативник-антикоммунист
Ещё до начала полномасштабной колониальной войны португальское командование активно привлекало в свою армию профессиональных охотников — особенно в качестве проводников и разведчиков. В 1962 году Орланду Криштина вернулся на военную службу. Отличился в качестве оперативника военной разведки.
В 1963 году Криштина перебрался в Танзанию и в Дар-эс-Саламе присоединился к ФРЕЛИМО. При вступлении заявил, что разочаровался в португальских властях и проникся идеями ФРЕЛИМО. Одновременно установил связь с танзанийской резидентурой ПИДЕ. Впоследствии Криштина объяснял слова о разочаровании большими штрафами, которые власти налагали за охоту без лицензии, а принятие идей ФРЕЛИМО — африканским и мозамбикским национализмом.
По возвращении в Мозамбик Криштина был арестован за дезертирство. В тюрьме его посетил португальский разведчик Жорже Жардин, личный представитель Салазара, и предложил сотрудничество. Криштина дал согласие и был освобождён под гарантии Жардина.
Задачей Орланду Криштины стало создание лояльных к Португалии антикоммунистических формирований коренного населения Мозамбика. Действуя в тесном контакте с Жардином, ему удалось создать такого рода ополчения для охраны деревень и плантаций. Они сыграли определённую роль в противодействии партизанам ФРЕЛИМО. При участии Криштины осуществлялся набор африканцев в десантные спецгруппы GEP (в одном из таких подразделений служила дочь Жорже Жардина Мария ду Карму Жардин).
Через Жардина он вошёл в контакт с властями Малави, где у власти находился правоавторитарный антикоммунистический режим Хастингса Банды, и разведкой Южной Родезии. В частности, Криштина занимался тренировкой боевиков молодёжной организации президента Банды.

## Родезийский пропагандист
После Революции гвоздик 1974 года новые власти Португалии начали процесс деколонизации. 25 июня 1975 была провозглашена независимость Мозамбика под властью марксистской партии ФРЕЛИМО во главе с Саморой Машелом. Антикоммунист Орланду Криштина категорически отверг новый режим.
Криштина рассчитывал организовать вооружённое сопротивление на основе своих ополчений. Но, пытаясь нелегально пробраться в Мозамбик, он был арестован в Малави. После освобождения доставлен в Южную Родезию. Участвовал в пропагандистских программах родезийского министерства информации. В 1976 году Орланду Криштина учредил радиостанцию Voz da África livre — «Голос Свободной Африки», активно вещавшую на Мозамбик и призывавшую к восстанию против режима ФРЕЛИМО.
Криштина выступал за содействие мозамбикской вооружённой оппозиции, однако родезийские власти были против, опасаясь чёрного расизма повстанцев.

## Организатор РЕНАМО
В октябре 1976 года Орланду Криштина встретился с бежавшим из мозамбикского лагеря бывшим офицером ФРЕЛИМО Андре Матсангаиссой. Матсангаисса заявил, что единственный способ изменить ситуацию в Мозамбике — вооружённая борьба, которую он намерен организовать и возглавить. Криштина одобрил его планы и пообещал содействие. Вернувшись в Мозамбик, Матсангаисса сформировал вооружённую повстанческую группу из примерно 150 человек и начал партизанскую борьбу в джунглях. Отряд Матсангаиссы отличался упорством в боях и жестокостью в расправах. В декабре 1976 года он был вновь арестован и заключён в лагере Сакузе.
6 мая 1977 года при очередном рейде родезийского спецназа в Мозамбик Андре Матсангаисса был освобождён и доставлен в Родезию. Он изъявил готовность возглавить вооружённую борьбу против режима ФРЕЛИМО и при этом делал акцент на противодействие ЗАНУ и ЗАПУ, с которыми боролся родезийский режим Яна Смита. Такая постановка вопроса вызвала интерес родезийских спецслужб. Орланду Криштина убедил родезийские власти поддержать Матсангаиссу.
Под руководством Матсангаиссы было создано антикоммунистическое Мозамбикское национальное сопротивление (РЕНАМО). 30 мая 1977 года вооружённые формирования РЕНАМО начали гражданскую войну против режима ФРЕЛИМО. Орланду Криштина выступал как политический советник Матсангаиссы и посредник в его контактах с Родезией, Малави и ЮАР. Являлся теневым, но чрезвычайно влиятельным деятелем РЕНАМО.
17 октября 1979 года Андре Матсангаисса погиб в бою под Горонгозой. Его преемником во главе РЕНАМО стал Афонсу Длакама. Орланду Криштина официально занял пост генерального секретаря РЕНАМО.
В апреле 1980 года была провозглашена независимость Зимбабве. Южная Родезия перестала существовать. Премьер-министр — ныне президент Зимбабве — Роберт Мугабе выступал как союзник Саморы Машела. РЕНАМО потеряло плацдарм и переориентировалось на ЮАР. Орланду Криштина сыграл видную роль в налаживании сотрудничество с южноафриканским правительством Питера Боты и военным министерством Магнуса Малана. Именно в начале 1980-х военные операции РЕНАМО приобрели наибольший размах.
Свои последние годы Орланду Криштина жил на ферме недалеко от Претории. Он оставался влиятельным деятелем РЕНАМО, но его отношения с Длакамой заметно осложнились — новый лидер был склонен к политической самостоятельности.

## Убийство на ферме
Орланду Криштина был убит на своей ферме 17 апреля 1983 года. В убийстве был обвинён боевик РЕНАМО Бонавентура Бомба, бывший военный лётчик мозамбикской армии.
Южноафриканская полиция расследовала убийство Криштины, но мотивы и обстоятельства неясны до сих пор. Предполагается, что Криштина стал жертвой внутреннего конфликта в РЕНАМО, но характер этого конфликта публично не обрисован. Обвиняемый Бомба и пять его сообщников были убиты спецслужбой РЕНАМО (при молчаливом содействии южноафриканских военных). Адриано Бомба, брат Бонавентуры Бомбы, погиб в боестолкновении с войсками ФРЕЛИМО.
Исследователи и биографы отмечают авантюрные наклонности Орланду Криштины, отдают должное его оперативной эффективности. Признаётся его глубокая интеграция в африканскую культуру, он сравнивается с Лоуренсом Аравийским. Однако Криштину обычно не признают мозамбикским националистом, поскольку он являлся убеждённым сторонником колониального режима. В то же время не вызывает сомнений, что убеждёнными националистами являлись соратники Криштины по РЕНАМО, созданному при его самом активном участии.